# Raymond Steenackers
Raymond Auguste Joseph Steenackers (Schelle, 2 augustus 1851 - Antwerpen, 16 juli 1904) was een Belgisch ondernemer en politicus voor de Katholieke Partij.

## Levensloop
De wijnhandelaar Steenackers werd op 11 oktober 1896 katholiek senator voor het arrondissement Antwerpen, in opvolging van de overleden Jean Van Put. Hij vervulde dit mandaat tot aan zijn dood. Hij was een van de eersten om de grondwettelijke eed in het Nederlands af te leggen.
Steenackers was een zoon van Casimirus Steenackers (1819-1887), burgemeester van Schelle, en van Hortensia Van de Raey (1812-1881). Zijn broer Armand (1854-1916) werd burgemeester van Schelle en zijn broer Camiel (1846-1902) was Antwerps provincieraadslid. Hij trouwde met Anna Victora Smets (1849-1915) en ze hadden vier kinderen.